# Koankin-2
Pour les articles homonymes, voir Koankin.
Ne doit pas être confondu avec Koankin-1.
Koankin-2, également appelé Kouankin-2 ou typographié Koankin II, est une localité située dans le département de Tanghin-Dassouri de la province du Kadiogo dans la région Centre au Burkina Faso.

## Géographie
Koankin-2 est situé à 2 km au nord-est de Dondoulma, auquel il est administrativement rattaché, à 16 km au nord de Tanghin-Dassouri, le chef-lieu du département, et à environ 18 km à l'ouest du centre de Ouagadougou. La population totale de Koankin-2 et Dondoulma était de 1 819 habitants dénombrés lors du dernier rencensement général datant de 2006.
Le village est à 7 km au sud-est de Sabtenga et de la route nationale 2 ainsi qu'à 16 km au nord de la route nationale 1.

## Histoire
Avec l'expansion de l'arrondissement 8 de Ouagadougou et de la zone dite Bissanko, le village est progressivement intégré aux faubourgs de la capitale, surtout depuis la construction sur son territoire du lycée scientifique national de Ouagadougou, inauguré le 3 octobre 2020, qui est l'un des huit établissements de ce type financés au Burkina Faso par la Banque mondiale (pour un coût de 3 milliards de francs CFA soit 4,56 millions d'euros),, accélérant la rapide urbanisation de tout le secteur.

## Santé et éducation
Le centre de soins le plus proche de Koankin-2 est le centre de santé et de promotion sociale (CSPS) de Dondoulma tandis que le centre médical (CM) se trouve à Tanghin-Dassouri et que les hôpitaux sont à Ouagadougou.
Le village possède un centre d'alphabétisation et accueille depuis 2020 le lycée scientifique de Ouagadougou.